# Le Blanc
Le Blanc là một xã and a sub-prefecture of the Indre department khu vực trung bộ Pháp. Xã này có diện tích 57,61 km², dân số thời điểm năm 1999 là 6998 người. Khu vực này có độ cao trung bình 120 mét trên mực nước biển.
Le Blanc nằm ở bên hai bờ sông Creuse.